# اس‌آی‌ام‌پی جی۰۱۳۶۵۶٫۵+۰۹۳۳۴۷

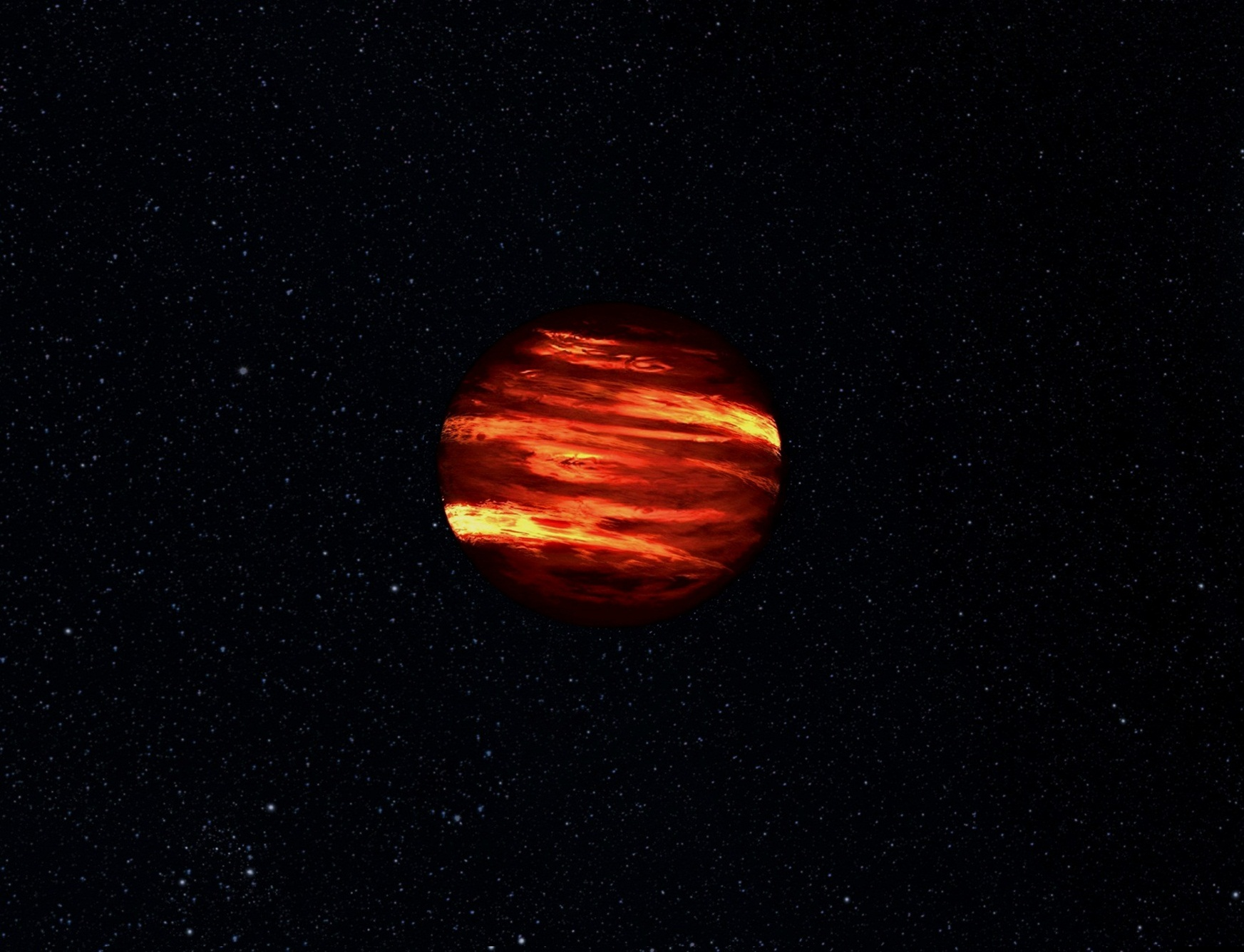
تصور هنرمند از این سیاره که مسطح شدن جزئی به دلیل سریع بودن آن است.

اس‌آی‌ام‌پی جی۰۱۳۶۵۶.۵+۰۹۳۳۴۷ یک ستاره است که در صورت فلکی ماهی قرار دارد.